# 谷合廣紀
谷合 廣紀（たにあい ひろき、1994年1月6日 - ）は、日本の情報工学者、将棋棋士。東京都中央区出身。お茶の水女子大学附属小学校、獨協中学校・高等学校、東京大学工学部電気電子工学科卒業、同大学院情報理工学系研究科電子情報学専攻博士課程に在籍中。将棋においては中座真門下。棋士番号は323。

## 略歴

### 将棋棋士として
アマ有段者の祖父に教わり6歳から将棋を始める。2006年に新進棋士奨励会に6級で入会。2011年9月に三段に昇段し、同年下期（第50回）より三段リーグに初参戦する。2016年下期（第60回）に3位（次点）があるものの、なかなか上位2名の昇段枠に入れず、都合8年半（17期）にわたり三段リーグに留まる。
2019年10月スタートの第66回三段リーグにて14勝4敗でリーグ2位の成績を挙げ、2020年4月1日付で四段昇段・プロ棋士となった。東京大学出身のプロ棋士は片上大輔以来史上2人目、女流棋士の渡辺弥生を含めると史上3人目となる。
第47期（2021年度）の棋王戦予選・決勝で窪田義行に勝ち、本戦トーナメント進出。一方で2022年2月10日、第80期順位戦C級2組において最終局を残した状態で、一つ目の降級点が確定した。
2025年度の第38期竜王戦6組ランキング戦の決勝で古森悠太五段に勝利し初のクラス優勝、本戦進出を果たした。

### 情報工学者として
将棋関連の活動と並行し、学業にも力を注いでいた。高校3年時の下半期に三段リーグ戦に初参加し11勝7敗の好成績を残す一方で大学受験勉強も同時にこなし、現役で東京大学理科一類に合格した。大学入学後は電子情報学を専攻した。
2014年には大学の授業に関連して、将棋盤面の画像解析による棋譜の自動記録プログラムを開発。2019年3月には、自動車技術会主催の『Japan Automotive AI Challenge 自動運転AIチャレンジ』に、チーム「MTLLAB」の代表として参加し、シナリオ完走部門・制御精度部門の2部門を制した。この大会での活躍によりベンチャー企業からのスカウトを受け、2020年7月現在、車載画像認識アルゴリズム開発に携わるエンジニアとして勤務している。
2019年10月に四段昇格した際には、指導教官の坂井修一から、プロ入り後も電子情報学の研究者としての活動を継続することが公表された。
棋士・情報工学者としての両方の知見を活かし、コンピュータ将棋の開発やゲーム情報学の研究にも従事する。2021年5月には、MCTS（モンテカルロ木探索）およびBERT（Transformerベースの機械学習手法）を応用した将棋エンジン「BERT-MCTS-YOUTUBE」を開発し、YouTubeチャンネル『予備校のノリで学ぶ「大学の数学・物理」』内の動画で公開した。
同年10月、プログラミング言語・Pythonの国際カンファレンス「PyCon JP 2021」に登壇し、「将棋とPythonの素敵な出会い」と題した基調講演を行った。2022年5月の第32回世界コンピュータ将棋選手権には、自作の将棋ソフト「prelude」で参戦した。

## 人物
- 集中の秘訣として「目標をあえて一つに絞らない」ことを挙げている[13]。
- 酒好きで、主にビールや日本酒を飲む[3]。
- 棋士では行方尚史と仲が良い。行方とはよく酒を飲みに行くほか、統計解析の書籍を出すことになったのも、監修を担当した辻真吾と行方が知り合いだったことがきっかけである[3]。
- 大学院では『激指』の開発者である鶴岡慶雅の研究室を第一志望としていたが、そこには入れず坂井研に入ることになった[3]。
- 6歳の頃からピアノを弾いており、26歳（2020年現在）の今まで約20年間ピアノ教室に通っている[4]。
- プロになって良かったことは「Wikipediaに載ったこと」[21]。
- 2022年8月12日に、文化人として吉本興業とマネジメント契約を結んだことが発表された[22]。吉本興業の将棋を愛する芸人たちによる部活動「関東将棋ブ！」の特別顧問をつとめる。
- 2024年4月15日のスポーツ報知の報道で、山本博志五段と谷合でコンビ「銀沙飛燕」を結成し「M-1グランプリ」に挑む意向であることが報じられた[23]。コンビ名の「銀沙飛燕」（ぎんさひえん）は東京・将棋会館の対局室の名前に由来し、名付け親は女流棋士の西山朋佳[23]。しかし同年8月に行われた1回戦を突破できず敗退している[24]。

## 昇段履歴
昇段規定は、将棋の段級 を参照。
- 2006年09月00日 : 6級 = 奨励会入会
- 2011年09月00日 : 三段（第50回奨励会三段リーグ〈2011年度後期〉からリーグ参加）[25]
- 2020年04月01日 : 四段（第66回奨励会三段リーグ成績2位） = プロ入り[1][8]
- 2025年07月10日 : 五段（公式戦100勝、通算100勝85敗）[26][27]

## 主な成績

### 在籍クラス
| 開始 年度 | (出典)順位戦出典 | (出典)順位戦出典 | (出典)順位戦出典 | (出典)順位戦出典 | (出典)順位戦出典 | (出典)順位戦出典 | (出典)順位戦出典 | (出典)順位戦出典 | (出典)竜王戦出典 | (出典)竜王戦出典 | (出典)竜王戦出典 | (出典)竜王戦出典 | (出典)竜王戦出典 | (出典)竜王戦出典 | (出典)竜王戦出典 | (出典)竜王戦出典 | (出典)竜王戦出典 | (出典)竜王戦出典 |
| 開始 年度 | 期               | 名人             | A級              | B級              | B級              | C級              | C級              | 0                | 期               | 竜王             | 1組              | 2組              | 3組              | 4組              | 5組              | 6組              | 決勝 T           |                  |
| 開始 年度 | 期               | 名人             | A級              | 1組              | 2組              | 1組              | 2組              | 0                | 期               | 竜王             | 1組              | 2組              | 3組              | 4組              | 5組              | 6組              | 決勝 T           |                  |
| --- | ---------------- | ---------------- | ---------------- | ---------------- | ---------------- | ---------------- | ---------------- | ---------------- | ---------------- | ---------------- | ---------------- | ---------------- | ---------------- | ---------------- | ---------------- | ---------------- | ---------------- | ---------------- |
| 2020 | 79               |                  |                  |                  |                  |                  | C252             | 4-6              | 34               |                  |                  |                  |                  |                  |                  | 6組              | --               | 1-1/昇1-1        |
| 2021 | 80               |                  |                  |                  |                  |                  | C239x            | 3-7              | 35               |                  |                  |                  |                  |                  |                  | 6組              | --               | 2-1/昇0-1        |
| 2022 | 81               |                  |                  |                  |                  |                  | C245*            | 5-5              | 36               |                  |                  |                  |                  |                  |                  | 6組              | --               | 0-1/昇1-1        |
| 2023 | 82               |                  |                  |                  |                  |                  | C232*            | 7-3              | 37               |                  |                  |                  |                  |                  |                  | 6組              | --               | 3-1/昇1-1        |
| 2024 | 83               |                  |                  |                  |                  |                  | C211*            | 6-4              | 38               |                  |                  |                  |                  |                  |                  | 6組              | 1-1              | 6-0 (1位)        |
| 2025 | 84               |                  |                  |                  |                  |                  | C220*            | -                | 39               |                  |                  |                  |                  |                  | 5組              |                  | --               | -                |
| 順位戦、竜王戦の 枠表記 は挑戦者。右欄の数字は勝-敗(番勝負/PO含まず)。 順位戦の右数字はクラス内順位 ( x当期降級点 / *累積降級点 / +降級点消去 ) 順位戦の「F編」はフリークラス編入 /「F宣」は宣言によるフリークラス転出。 竜王戦の 太字 はランキング戦優勝、竜王戦の 組(添字) は棋士以外の枠での出場。 |                  |                  |                  |                  |                  |                  |                  |                  |                  |                  |                  |                  |                  |                  |                  |                  |                  |                  |

### 年度別成績
| 年度             | 対局数 | 勝数 | 負数 | 勝率   | (出典) |          |          |          |          |          |
| ---------------- | ------ | ---- | ---- | ------ | ------ | -------- | -------- | -------- | -------- | -------- |
| 2020年度         | 37     | 22   | 15   | 0.5945 | [ 30 ] | 通算成績 | 通算成績 | 通算成績 | 通算成績 | 通算成績 |
| 年度             | 対局数 | 勝数 | 負数 | 勝率   | (出典) | 対局数   | 勝数     | 負数     | 勝率     | (出典)   |
| 2021年度         | 36     | 15   | 21   | 0.4166 | [ 31 ] | 73       | 37       | 36       | 0.5068   | [ 32 ]   |
| 2022年度         | 31     | 16   | 15   | 0.5161 | [ 33 ] | 104      | 53       | 51       | 0.5096   | [ 34 ]   |
| 2023年度         | 34     | 20   | 14   | 0.5882 | [ 35 ] | 138      | 73       | 65       | 0.5289   | [ 36 ]   |
| 2024年度         | 38     | 21   | 17   | 0.5526 | [ 37 ] | 176      | 94       | 82       | 0.5340   | [ 38 ]   |
| 2021-2024 (小計) | 139    | 72   | 67   |        |        |          |          |          |          |          |
| 通算             | 176    | 94   | 82   | 0.5340 | [ 38 ] |          |          |          |          |          |
| 2024年度まで     |        |      |      |        |        |          |          |          |          |          |

- 公式戦通算100勝達成 - 2025年07月10日（100勝85敗、第84期順位戦C級2組 2回戦・千葉幸生七段 戦）

## 著書
- Pythonで理解する統計解析の基礎（技術評論社、2018年9月）ISBN 978-4-297-10049-0
- AI解析から読み解く 藤井聡太の選択（マイナビ出版、2021年12月）ISBN 978-4-839-97852-5

### 連載
- 日本経済新聞「プロムナード」（夕刊・水曜担当、2023年1月 - ）